# Acestrorhynchus maculipinna
Acestrorhynchus maculipinna е вид лъчеперка от семейство Acestrorhynchidae. Видът е незастрашен от изчезване.

## Разпространение
Разпространен е в Бразилия.

## Описание
На дължина достигат до 7,9 cm.